# Dicliptera cuatrecasasii
Dicliptera cuatrecasasii är en akantusväxtart som beskrevs av Emery Clarence Leonard. Dicliptera cuatrecasasii ingår i släktet Dicliptera och familjen akantusväxter. Inga underarter finns listade i Catalogue of Life.